# 6129 Demokritos
A 6129 Demokritos (ideiglenes jelöléssel 1989 RB2) a Naprendszer kisbolygóövében található aszteroida. Eric Walter Elst fedezte fel 1989. szeptember 4-én.